# Wilfried Hansmann (Musikpädagoge)
Wilfried Hansmann (* 1948 in Kassel) ist ein deutscher Erziehungswissenschaftler und Musikpädagoge.

## Leben
Wilfried Hansmann studierte die Fächer Geschichte, Politikwissenschaft sowie Musikwissenschaft an den Universitäten in Göttingen und Marburg. 1974 absolvierte er an der Universität Marburg sein erstes Staatsexamen für das Lehramt an Gymnasien. Zwei Jahre später folgte sein zweites Staatsexamen am Studienseminar Darmstadt. 1978 zog er nach Gießen und trat dort in den Schuldienst ein. Nach einer vierjährigen Unterrichtstätigkeit in Gießen wechselte er an die Universität Kassel und wurde dort Lehrbeauftragter für das Fach „Orgel“ im Studienfach Musikpädagogik. In Kassel promovierte er 1992 zum Dr. phil. mit einer Dissertation über Erfolg und Scheitern der Musiklehrerkarrieren von Albrecht Brede und Johann Wiegand. Im Rahmen dieser Arbeit hat er die Musikpflege in der preußischen Provinzhauptstadt Kassel während des 19. Jahrhunderts untersucht und die vielfältigen Einflüsse rekonstruiert, die den schulischen Musikunterricht förderten oder hemmten.
Nach einer mehrjährigen Tätigkeit als pädagogischer Mitarbeiter (Studienrat im Hochschuldienst) und Privatdozent an der Universität Kassel (Habilitation 2002: venia legendi „Allgemeine Erziehungswissenschaft“) wechselte Hansmann 2006 an das Institut für Qualitätsentwicklung in Wiesbaden. Dort war er bis zum Jahre 2008 als Koordinator für den Aufgabenbereich „Bildungsstudien und Bildungsberichte“ zuständig. Danach wurde er an die Philipps-Universität Marburg berufen, wo er bis zu seiner Pensionierung im Jahre 2013 als Professor am Institut für Schulpädagogik sowie als Direktor am Zentrum für Lehrerbildung arbeitete. Seine Arbeitsschwerpunkte umfassen die Bildungs- und Professionsforschung, Schulentwicklung und Schulbegleitforschung sowie die historische Pädagogik.
Hansmann ist Träger der Philipp-Nicolai-Medaille. Sie wird von der Evangelischen Kirche in Kurhessen und Waldeck an Kirchenmusiker/-innen verliehen, die mindestens 24 Jahre lang kirchenmusikalisch mit überdurchschnittlichen Leistungen aktiv waren.

## Schriften
- Fallbasierte Seminararbeit im algorithmisierten Kurzverfahren[2] (Marburg 2012).
- Evaluation von Schule und Unterricht in historischer Perspektive: Schul- und Unterrichtsinspektionen am Kasseler Gymnasium während der Zeit des Vormärz. (Kassel 2008).
- Anmerkungen zur Geschichte der hessischen Schul- und Unterrichtsinspektion (Kassel 2007).
- Zeitgeschichte und historische Bildung. Festschrift für Dietfrid Krause-Vilmar (Kassel 2005).
- Die Klassenrundbriefe des Homberger Seminarjahrgangs 1923 – eine ‚verstehend erklärende’ Annäherung. In: Bildungsforschung, Jahrgang 2-2005, Ausgabe 2.pedocs.de (PDF; 451 kB)
- Das Kasseler Realgymnasium II in den 1920er Jahren.  In: Andreas Hoffmann-Ocon, Katja Koch, Kirsten Ricker (Hrsg.): „Und sie bewegt sich doch …“ Schulentwicklung aus Forscherinnen- und Forschersicht. Universitätsverlag, Göttingen 2005, S. 27–46. semanticscholar.org (PDF)
- Musikalische Sinnwelten und professionelles Lehrer(innen)handeln. – Eine biographieanalytische Untersuchung. Habilitationsschrift. (Essen 2002).
- Albrecht Brede und Johann Wiegand: Erfolg und Scheitern zweier Musiklehrerkarrieren. Ein Beitrag zur Musikpflege an den höheren Schulen Kassels im 19. Jahrhundert (= Schriften zur Hessischen Musikgeschichte. Band 5). Dissertation, Universität Kassel; Merseburger, Kassel 1994, urn:nbn:de:hebis:34-2009072829207